# 全国高校共和党連盟
全国高校共和党連盟（ぜんこくこうこうきょうわとうれんめい、High School Republican National Federation）は、アメリカ合衆国で一般に高校共和党または HSReps と呼ばれ、若者を動員しアメリカ共和党員を選出することを目的とした 501(c)(4) の組織であり、学生主導の組織です。
全国のHSRepsメンバーは政治活動に参加し、政治キャンペーンに取り組んでいます。

## 創業
ハイスクール共和党は、TAR からの支部への支援の欠如から非常に高価な会議に至るまで、さまざまな理由で設立され、いくつかの支部が集まって新しい組織を作りました。

## 歴史
高校生共和党全国連盟は、地元の高等学校共和党グループの調整と支援を強化するために、2022 年 4 月に学生主導の組織として設立されました。これは、各州の政党の既存の補助組織である州連盟の大会を通じて設立されました。 彼らの使命は、「学校でイデオロギー闘争を戦い、共和党員を選出するために有権者と接触することに熱心に取り組み、強い未来のために組織すること」である。特定のHSReps支部は「ティーン共和党」というスタイルをとっているが、一部は依然として全国連盟の下で活動している。

## 組織
全国高校共和党連盟には、全国に州と地方の支部があります。最も大きな章は次のとおりです。 ニュージャージー州, ネブラスカ州,and ノースカロライナ州. 10,000 人のアクティブなメンバーがいます。この全国組織は高校共和党全体を統括している。これは、会長、共同会長、地域副会長、書記、および任命された理事で構成される全国理事会によって主導されています。全国委員会は、共和党の理念を推進する組織を監督し、成長させる責任を負っています。指導部には、各州の代表者で構成される全国委員会も含まれます。
高校や郡の地方支部は、大義の背後に若者を結集するために草の根レベルで活動しています。地元の高校共和党支部は候補者フォーラムを組織し、有権者を登録し、自分たちのコミュニティでの共和党員の選出を支援してきました。.

## 関与
選挙期間中、高校生の共和党員は共和党陣営を代表して戸別訪問活動、電話バンキング、口コミなどを利用して有権者と接触する。 これらの学生は、下院議員のキャンペーンを含むいくつかのキャンペーンを支援してきました。 Don Bacon, Heidi Ganahl, 他にもいくつかあります。
高校生共和党員も州支部で立法活動に取り組んでいる。 2023年12月、ニュージャージー州高校共和党議員はニュージャージー州トレントンで証言し、高校生に市民参加のための特別な欠席の免除を与える法案である「青少年参加法」を支持した。 彼らはニュージャージー高校民主党と協力して法案を可決させた。